# あつまれ!チビッコ劇場
『あつまれ!チビッコ劇場』（あつまれ チビッコげきじょう）は、1977年4月から1982年3月までフジテレビが編成していたテレビアニメ再放送枠である。

## 概要
フジテレビが1968年4月から平日7時台に編成していた朝の再放送枠は、1977年3月までは固有枠名を持っていなかった。同年春の改編で7:45からの『ママとあそぼう!ピンポンパン』と8:15からの『ひらけ!ポンキッキ』がそれぞれ15分繰り上がったのに伴い、フジテレビは朝の再放送枠を8:30以降に編成し、同時にこの固有枠名を付した。
本枠の放送作品は基本的には過去にフジテレビで放送されていたもので、特に竜の子プロダクション（現・タツノコプロ）の作品や『世界名作劇場』の作品が多かった。
1982年4月からは、『ピンポンパン』の跡地である平日7:30枠に編成された『朝のマンガ劇場』が本枠に替わるアニメ再放送枠になった。

## 編成時間
いずれも日本標準時。
- 月曜 - 金曜 8:30 - 9:00 （1977年4月 - 1978年3月）
- 月曜 - 金曜 8:30 - 9:00、土曜 8:00 - 8:30 （1978年4月 - 1980年3月） - 『ママとあそぼう!ピンポンパン』土曜版の30分繰り上げに伴い、土曜にも編成を開始。
- 土曜 7:30 - 8:00 （1980年4月 - 1981年9月） - 『小川宏ショー』の30分繰り上げに伴い、土曜のみの編成に縮小。
- 土曜 8:00 - 8:30 （1981年10月 - 1982年3月）

## 放送作品一覧
▲マークのある作品は土曜単独枠化後に放送。
- てんとう虫の歌
- アルプスの少女ハイジ
- ムーミン（第1作）
- 昆虫物語 みなしごハッチ
- 昆虫物語 新みなしごハッチ - 毎日放送製作。本放送時、関東ではNETテレビ（現・テレビ朝日）で放送。
- 赤胴鈴之助 - 土曜単独枠化後にも放送していた時期あり。
- 母をたずねて三千里
- あらいぐまラスカル
- 風船少女テンプルちゃん
- 小さなバイキング ビッケ
- アラビアンナイト シンドバットの冒険
- フランダースの犬
- いなかっぺ大将
- 山ねずみロッキーチャック
- アローエンブレム グランプリの鷹▲
- おれは鉄兵▲
- 一発貫太くん▲
- タイムボカンシリーズ ヤッターマン（第1作）▲ - 日曜10:00枠に編成されていた『サンデーこども劇場』からの移行。本枠の終了後も平日16:30枠で再放送を継続。